# Marianne St-Gelais
Marianne St-Gelais (Roberval, 17 febbraio 1990) è una pattinatrice di short track canadese.

## Biografia
Nel 2010 ha rappresentato il Canada ai Giochi olimpici di Vancouver.
Ha gareggiato nella staffetta 3000 metri, con le compagne di nazionale Jessica Gregg, Kalyna Roberge e Tania Vincent vincendo la medaglia d'argento nella finale disputata il 24 febbraio 2010.
Ha vinto la medaglia d'argento anche nella prova individuale 500 metri, concludendo alle spalle della cinese Wang Meng e davanti all'italiana Arianna Fontana, in questo modo è diventata medagliata olimpica il giorno del proprio compleanno.
Ai Giochi olimpici di Sochi 2014 ha vinto la sua terza medaglia d'argento olimpica in carriera nella staffetta 3000 metri, con le compagne Marie-Ève Drolet, Jessica Hewitt e Valérie Maltais.
Dal 2009 intrattiene una relazione con il compagno di nazionale Charles Hamelin.

## Palmarès

### Olimpiadi
- 3 medaglie:
  - 3 argenti (500 m, staffetta 3000 m a Vancouver 2010; staffetta 3000 m a Soči 2014)

### Mondiali
- 4 medaglie:
  - 3 argenti (3000 m, staffetta 3000 m a Debrecen 2013; staffetta 3000 m a Montreal 2014);
  - 1 bronzo (1500 m a Debrecen 2013).

### Mondiali juniores
- 4 medaglie:
  - 1 oro (500 m a Sherbrooke 2009)
  - 1 argento (staffetta 3000 m a Sherbrooke 2009)
  - 2 bronzi (500 m e staffetta 2000 m a Bolzano 2008)